# Polytrichum vaginatum
Polytrichum vaginatum är en bladmossart som beskrevs av Warnstorf 1920. Polytrichum vaginatum ingår i släktet björnmossor, och familjen Polytrichaceae. Inga underarter finns listade i Catalogue of Life.